# Alhambra (Erfurt)

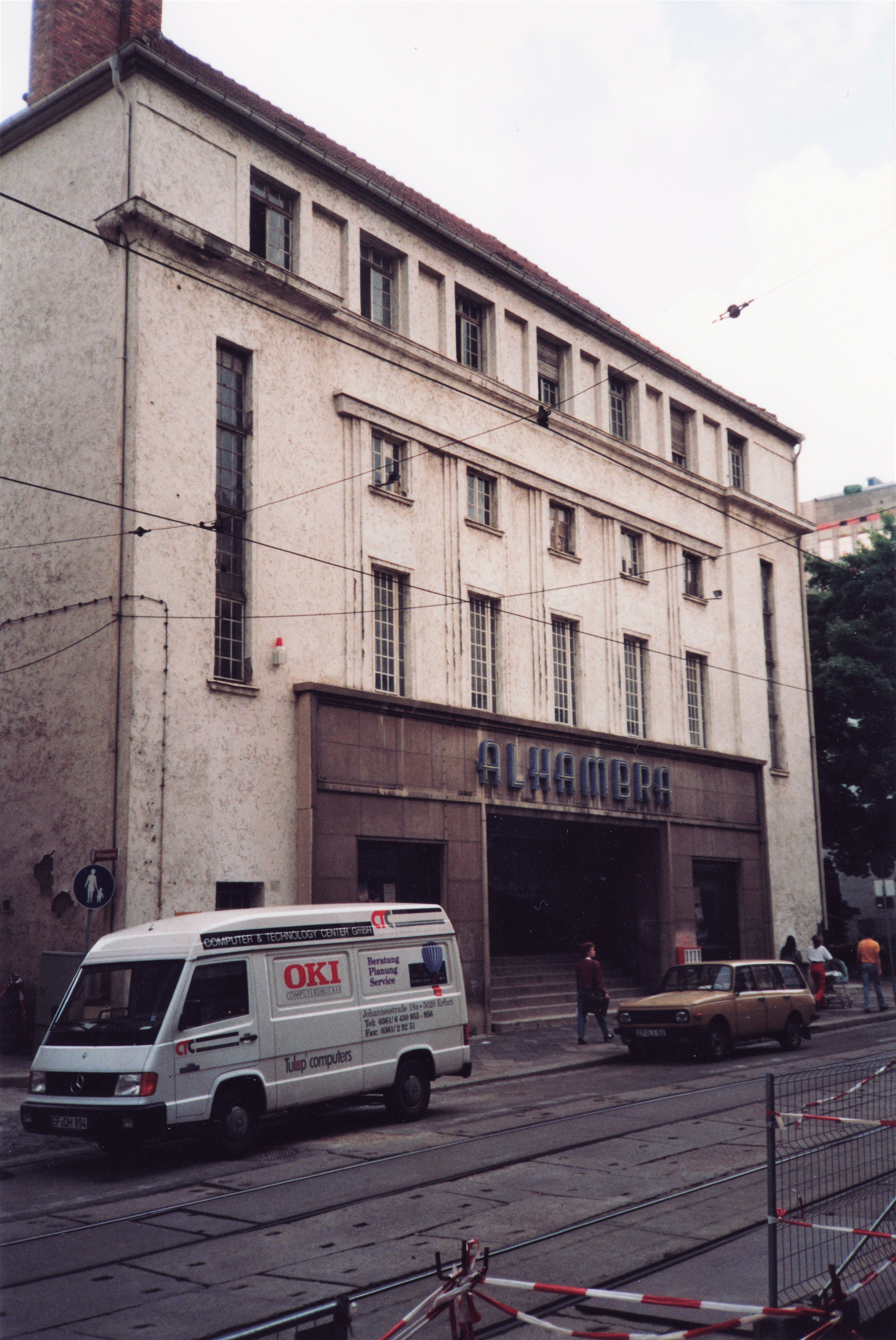
ALHAMBRA (1993)

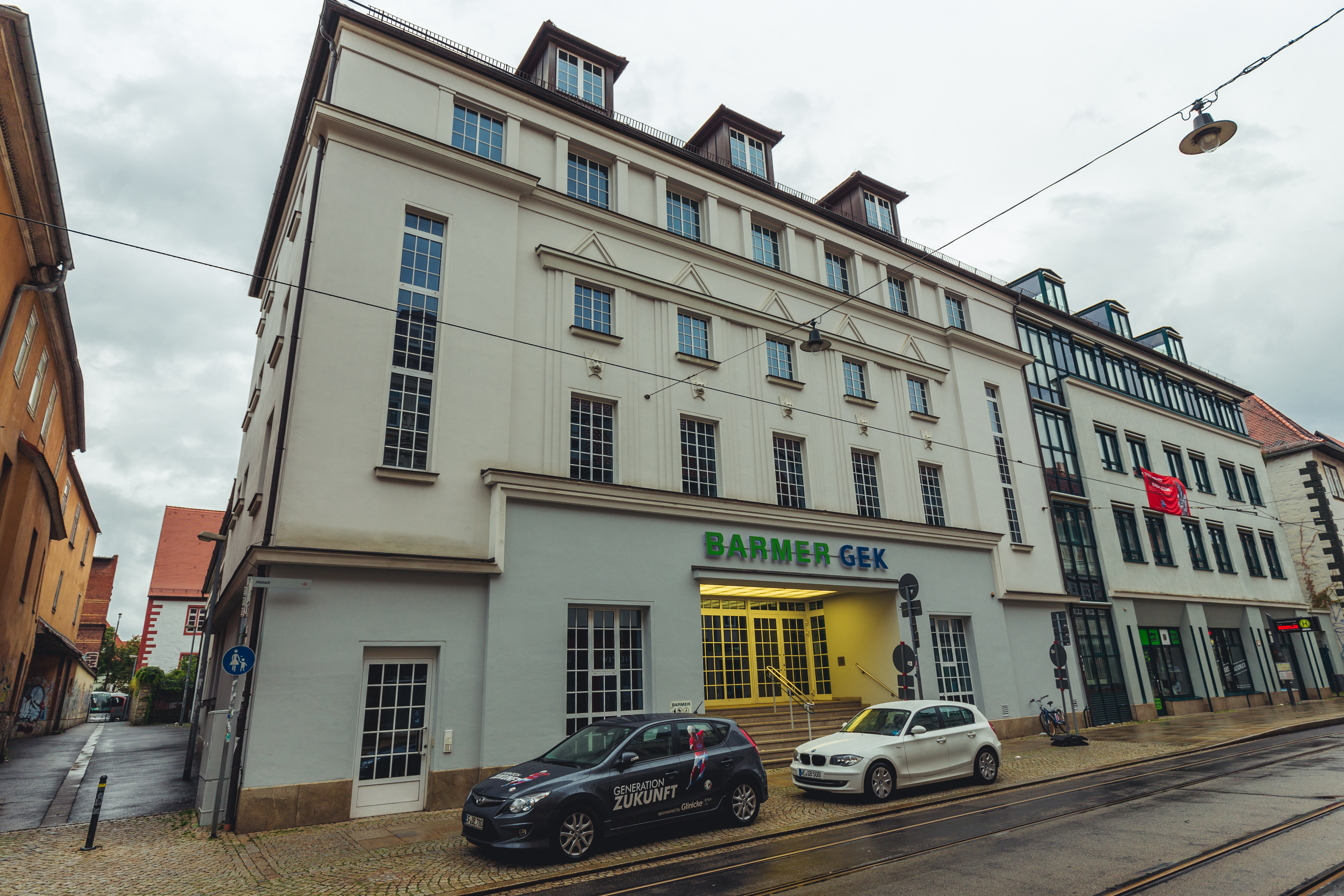
Die Fassade des ehemaligen Alhambra-Kinos in Erfurt (2014)

Das Alhambra ist ein ehemaliges Kinogebäude in Erfurt, das von 1924 bis 1997 als solches bestand.

## Geschichte
Im Juni 1922 reichte der Unternehmer Karl Liebrich und sein Architekt Max Bischoff, der kurz zuvor das Alhambra-Kino am Kurfürstendamm in Berlin in einem älteren Gebäude errichtet hatte, einen Bauantrag zum ersten Erfurter Kino-Neubau ein, der in einer Baulücke in der Johannesstraße 164 stehen und mit fast 1200 Sitzplätzen alle anderen Kinos übertreffen sollte. Nach Überplanungen durch Karl Zöll wurde das Kino 1924 fertiggestellt und Alhambra genannt. Nach den damaligen Presseberichten war es das „größte und vornehmste Theater Thüringens“. 1931 wurde das Kino von der Thüringer Lichtspiele GmbH übernommen und von Valentin Widera, Jena, geführt. 1937 bis 1941 lag die Direktion bei Gustav Schneider.
Nach Gründung der DDR wurde es in Alhambra-Lichtspiele umbenannt. Die Zahl der Sitzplätze auf 988 reduziert, die Anschrift änderte sich von Johannesstraße 164 in Leninstraße 164. 1985 bis 1990 hieß es Alhambra Theater.
1991 war die Adresse wieder Johannesstraße 164. Als neuer Träger die Filmtheater Betriebs GmbH Erfurt gegründet, die auch das Angerkino betrieb. Sie teilte das Kino in zwei Säle mit 420 und 35 Plätzen auf. Der kleinere Saal wurde Intim-Kino „Love in“ genannt. Diese Trägergesellschaft wurde 1992 von der Kieft & Kieft Filmtheater GmbH, Lübeck, übernommen, die das Haus bis 1997 betrieb und dann das Gebäude an einen privaten Bauträger verkaufte. Dieser ließ das Haus bis auf die Fassade zur Johannesstraße abreißen und errichtete hinter der alten Fassade und auf dem Nachbargrundstück Johannesstraße 162 ein Büro-Geschäftshaus, in dem u. a. die Verwaltung der Barmer GEK untergebracht wurde.